# Aplota
Aplota is een geslacht van vlinders van de familie sikkelmotten (Oecophoridae).

## Soorten
- A. nigricans (Zeller, 1852)
- A. palpella

Langsnoetmot (Haworth, 1828)